# Богољуб Кочовић
Богољуб Кочовић (Сарајево, 1920 — фебруар 2013, Париз) био је српски правник и статистичар.

## Биографија
Рођен је у Сарајеву 1920. године. Правни факултет је завршио и докторира у Паризу 1949. године. Један је од оснивача Савеза Ослобођење у Женеви и Паризу. Био је члан Удружења српских писаца и уметника.